# 森栄樹
森 栄樹（もり ひでき、1968年11月13日 - ）は、日本の実業家。現アノドス代表取締役社長。妻はたまごっちの企画開発を担当したイラストレーターの黒柳陽子。

## 概要
大学卒業後、NTTデータに入社し、分散トランザクション処理プロトコルソフトウェアの開発を行う。学生時代の仲間を集めてフリーソフトおよびシェアウェア制作集団Bio_100%を結成。その後、マイクロソフトに移り、テクニカルエヴァンジェリストとしてDirectXの技術振興活動を担当する。ドワンゴに開発部長として転職後は、Bio_100%の戀塚昭彦などを招いた。ドワンゴ代表取締役副社長を経て、独立し、現在はアノドスでユニークな家電製品の開発に挑んでいる。

## 作品
- SuperDepth
- SuperDepth 2 Finalty
- 蟹味噌
- metys's snow wars
- CarII GRANDPRIX
- WinDepth
- Carax'92
- NyaHaX'93
- Carax'95
- NyaHaX'2010
- ジャン・プラグド
- ANOBAR
- あつまれ!ぐるぐる温泉 - ネットワークシステム設計